# 이영진 (고려)
이영진(李英搢, ? ~1191년)은 고려 중기의 무신이다. 본관은 고령(高靈)이다.

## 참고 문헌
- 고려사(高麗史)
- 고려사절요(高麗史節要)